# Faisal Sakhizada
Faisal Sakhizada (persisch فیصل سخی‌زاده‎, auch Faisal Safa Sakhizada; * 22. Oktober 1990 in Kabul, Afghanistan) ist ein afghanischer Fußballspieler, der seit 2012 in Australien bei Dandenong Thunder spielt. Sakhizada kam im Hin- und Rückspiel der Ersten Qualifikationsrunde zur Fußball-Weltmeisterschaft 2014 für Afghanistan gegen die Palästinensischen Autonomiegebiete zum Einsatz.

## Erfolge
- Platz 1 bei der Südasienmeisterschaft 2013